# Zakład poprawczy (Polska)

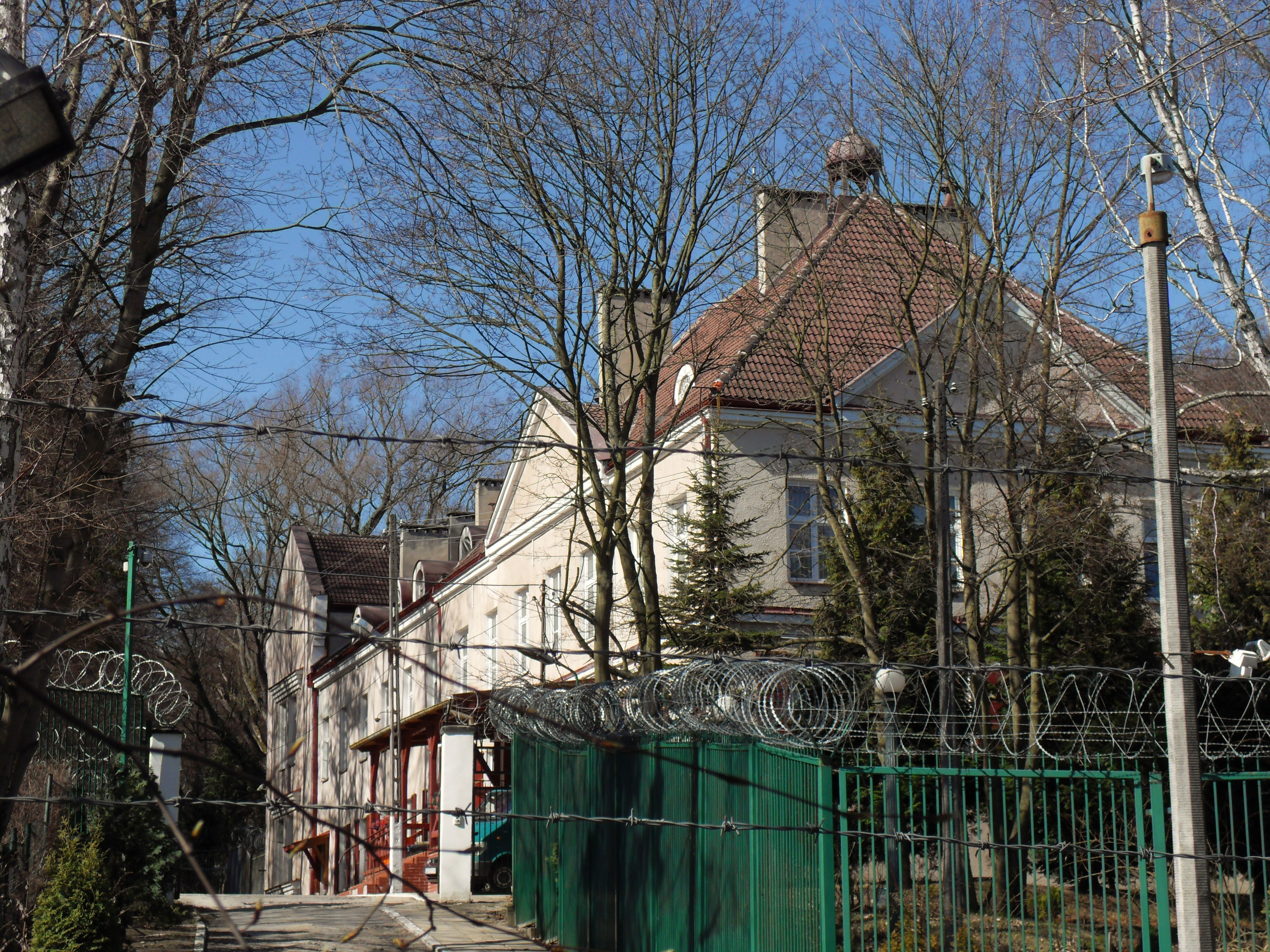
Zakład poprawczy w Gdańsku

Zakład poprawczy (również dom poprawczy, potocznie poprawczak) – specjalna placówka resocjalizacyjna dla nieletnich i młodocianych, wobec których orzeczono środek poprawczy. W Polsce ustawowo określono wiek osób, które mogą się znaleźć w zakładzie poprawczym od 13 do 21 lat, a w szczególnych przypadkach do 24 lat, choć muszą tam trafić przed 17. rokiem życia.
Ośrodki tego typu prowadzą resocjalizację, zapewniają naukę i kształcenie zawodowe, zajęcia kulturalno-oświatowe i sportowo-rekreacyjne.

## Rodzaje zakładów poprawczych
Na podstawie art. 243 ust. 1 ustawy z dnia 9 czerwca 2022 r. o wspieraniu i resocjalizacji nieletnich (dalej: u.w.r.n.), środek poprawczy wykonuje się w zakładzie poprawczym:
- otwartym;
- półotwartym;
- zamkniętym;
- o wzmożonym nadzorze wychowawczym;
- dla nieletnich, którzy ukończyli 21 lat[3].

### Zakład poprawczy otwarty
Zakład poprawczy otwarty (art. 245 u.w.r.n.) jest przeznaczony dla nieletnich, którzy:
- wyrażają wolę uczestniczenia w procesie resocjalizacji i których postawa oraz zachowanie w schronisku dla nieletnich za tym przemawia;
- swoją dotychczasową postawą oraz zachowaniem po orzeczeniu środka poprawczego wskazują na duże prawdopodobieństwo, że będą poddawać się procesowi resocjalizacji;
- są umieszczeni w innym zakładzie poprawczym, a których postawa, zachowanie lub wskazania zespołu diagnostyczno- -korekcyjnego przemawiają za umieszczeniem w zakładzie poprawczym otwartym[3].

### Zakład poprawczy półotwarty
Zakład poprawczy półotwarty (art. 246 u.w.r.n.) jest przeznaczony dla nieletnich, którzy:
- ze względu na czyny karalne, których się dopuścili, i niekorzystne zmiany zachowania nie dają podstaw do umieszczenia ich w zakładzie poprawczym otwartym;
- są umieszczeni w zakładzie poprawczym otwartym, a których postawa oraz zachowanie nie uzasadnia dalszego pobytu w tym zakładzie;
- są umieszczeni w zakładzie poprawczym zamkniętym albo w zakładzie poprawczym o wzmożonym nadzorze wychowawczym, a których postawa, zachowanie lub wskazania zespołu diagnostyczno-korekcyjnego przemawiają za umieszczeniem w zakładzie poprawczym półotwartym[3].

### Zakład poprawczy zamknięty
Zakład poprawczy zamknięty (art. 247 u.w.r.n.) jest przeznaczony dla nieletnich, którzy:
- ze względu na czyny karalne, których się dopuścili, i niekorzystne zmiany zachowania nie dają podstaw do umieszczenia ich w zakładzie poprawczym otwartym albo zakładzie poprawczym półotwartym;
- swoją postawą lub zachowaniem podczas pobytu w schronisku dla nieletnich lub w zakładzie poprawczym innego rodzaju dają podstawy do umieszczenia ich w zakładzie poprawczym zamkniętym, lub co najmniej dwukrotnie uciekali ze schroniska dla nieletnich lub z zakładów poprawczych innego rodzaju[3].

### Zakład poprawczy o wzmożonym nadzorze wychowawczym
Zakład poprawczy o wzmożonym nadzorze wychowawczym (art. 248 u.w.r.n.) jest przeznaczony dla nieletnich, którzy:
- ukończyli 16 lat, a w wyjątkowych przypadkach ukończyli 15 lat, i wymagają wzmożonych oddziaływań wychowawczych lub terapeutycznych lub
- dopuścili się czynu karalnego określonego w art. 134, art. 148 § 1, 2 lub 3, art. 156 § 1 lub 3, art. 163 § 1 lub 3, art. 166, art. 173 § 1 lub 3, art. 197 § 3 lub 4, art. 223 § 2, art. 252 § 1 lub 2 lub w art. 280 Kodeksu karnego[3].

Umieszczenie nieletniego w zakładzie poprawczym o wzmożonym nadzorze wychowawczym następuje na podstawie orzeczenia sądu.

### Zakład poprawczy dla nieletnich, którzy ukończyli 21 lat
Zakład poprawczy dla nieletnich, którzy ukończyli 21 lat (art. 249 u.w.r.n.), jest przeznaczony dla nieletnich, którzy ukończyli 21 lat i sąd rodzinny orzekł, że środek poprawczy będzie wykonywany po ukończeniu przez nieletniego 21 lat.

## Rodzaje systemów wychowawczych w ZP
Na podstawie art. 244 ust. 1 u.w.r.n., w zakładach poprawczych wobec nieletnich realizuje się system wychowawczy:
- resocjalizacyjny;
- resocjalizacyjno-rewalidacyjny;
- resocjalizacyjno-terapeutyczny[3].

## Prawa i obowiązki nieletniego w zakładach poprawczych

### Prawa
Na podstawie art. 107 u.w.r.n., nieletni ma prawo do:
- poszanowania godności osobistej;
- poszanowania prywatności, z ograniczeniami wynikającymi z rodzaju zakładu ;
- ochrony przed przemocą fizyczną i psychiczną, wyzyskiem i nadużyciem oraz wszelkimi przejawami okrucieństwa;
- korzystania z wolności religijnej;
- dostępu do świadczeń zdrowotnych;
- ochrony więzi rodzinnych;
- nauki;
- zapoznania się z przysługującymi prawami i ciążącymi na nim obowiązkami;
- dostępu do informacji o obowiązującym w zakładzie regulaminie, nagrodach, karach lub środkach dyscyplinarnych;
- kontaktu z członkami rodziny oraz innymi osobami poprzez odwiedziny, korespondencję i korzystanie z innych środków porozumiewania się na odległość;
- kontaktu z obrońcą lub pełnomocnikiem;
- otrzymywania środków pieniężnych i paczek;
- uzyskania pomocy psychologicznej i pedagogicznej oraz terapeutycznej;
- przejawiania własnej aktywności w zdobywaniu wiedzy i umiejętności;
- uczestnictwa w zajęciach organizowanych w zakładzie, a za zgodą dyrektora, również poza zakładem;
- wyżywienia dostosowanego do potrzeb rozwojowych;
- odzieży, bielizny, obuwia, materiałów szkolnych i podręczników, sprzętów i środków czystości;
- korzystania z niezbędnego dla zdrowia wypoczynku;
- dysponowania środkami pieniężnymi za zgodą dyrektora;
- składania zażalenia na czynności naruszające jego prawa;
- składania skarg i wniosków[3].

Nieletniemu również zapewnia się prawo do co najmniej godzinnego pobytu na świeżym powietrzu w ciągu doby, o ile warunki atmosferyczne na to pozwalają, i 8-godzinnego czasu przeznaczonego na sen w ciągu doby. Nieletnie w ciąży mają prawo do wydłużonego pobytu na świeżym powietrzu.

### Obowiązki
Na podstawie art. 108 u.w.r.n., nieletni jest obowiązany do:
- przestrzegania regulaminu i rozkładu zajęć w zakładzie;
- przestrzegania zasad bezpieczeństwa;
- uczestniczenia w procesie resocjalizacji;
- wykonywania poleceń pracowników zakładu;
- odnoszenia się do pracowników zakładu, nieletnich oraz innych osób z poszanowaniem ich godności;
- dbania o higienę osobistą i stan zdrowia;
- dbania o schludny wygląd i kulturę słowa;
- utrzymywania czystości i porządku w pomieszczeniach, w których przebywa;
- dbania o rzeczy własne i innych osób, jak również o użytkowany sprzęt;
- przekazywania do depozytu dokumentów tożsamości, środków pieniężnych, przedmiotów wartościowych oraz przedmiotów, których nie może posiadać w zakładzie;
- uzyskania zgody dyrektora zakładu na czasowe jego opuszczenie;
- przestrzegania terminu powrotu z pobytu poza zakładem;
- poddania się badaniom na obecność w organizmie substancji psychoaktywnej w przypadkach określonych w ustawie;
- poddania się kontroli pobieżnej lub kontroli osobistej w przypadkach określonych w ustawie;
- powiadamiania pracowników zakładu o zagrożeniach dla bezpieczeństwa osób, środowiska, zdrowia, życia lub mienia;
- wykonywania prac porządkowych na rzecz zakładu na zasadach określonych w ustawie;
- przestrzegania obowiązków i zakazów określonych w odrębnych przepisach[3].

## Nagrody i środki dyscyplinarne w zakładach poprawczych
Dyrektor zakładu poprawczego może udzielić nieletniemu umieszczonemu w zakładzie poprawczym nagrody lub zastosować wobec niego środek dyscyplinarny, z tym że działanie takie nie może prowadzić do upokarzającego i poniżającego traktowania nieletniego (art. 258 u.w.r.n.).

### Nagrody
Nagrody udziela się nieletniemu za właściwą postawę i zachowanie, wyróżniające wykonywanie obowiązków, wzorowe przestrzeganie regulaminu zakładu poprawczego, bardzo dobre wyniki w nauce albo znaczny wysiłek poniesiony dla uzyskania pozytywnych wyników, osiągnięcia w zakresie działalności społecznej, kulturalnej, oświatowej lub sportowej, a także za inne znaczące osiągnięcia.
Na podstawie art. 260 ust. 1 u.w.r.n., nagrodą jest:
- pochwała;
- list pochwalny do rodziców albo opiekuna nieletniego;
- list pochwalny do sądu rodzinnego;
- zezwolenie na rozmowę telefoniczną na koszt zakładu poprawczego;
- nagroda rzeczowa lub pieniężna;
- zgoda na wykonanie przedmiotu lub usługi w warsztatach szkolnych na potrzeby nieletniego;
- zgoda na skorzystanie z Internetu;
- zgoda na udział w zajęciach kulturalnych, oświatowych lub sportowych organizowanych przez podmioty zewnętrzne poza zakładem poprawczym;
- podwyższenie kieszonkowego;
- skrócenie lub darowanie zastosowanego środka dyscyplinarnego;
- udzielenie przepustki na okres do 5 dni;
- udzielenie urlopu[3].

### Środki dyscyplinarne
Środek dyscyplinarny stosuje się w przypadku niewykonywania obowiązków, zachowania godzącego w dobro innych osób bądź ucieczki z zakładu lub nieusprawiedliwionego niepowrotu z pobytu poza zakładem. W przypadku jednego przewinienia stosuje się jeden środek dyscyplinarny. W przypadku większej liczby przewinień również stosuje się tylko jeden środek dyscyplinarny, ale odpowiednio surowszy. Przy stosowaniu środka dyscyplinarnego uwzględnia się w szczególności rodzaj i okoliczności zachowania nieletniego, jego stosunek do tego zachowania, dotychczasową postawę, cechy osobowości i stan zdrowia nieletniego. Środek dyscyplinarny stosuje się niezwłocznie (art. 264 u.w.r.n.).
Na podstawie art. 265 u.w.r.n., środkiem dyscyplinarnym jest:
- upomnienie;
- nagana;
- zawiadomienie rodziców albo opiekuna nieletniego o niewłaściwym zachowaniu nieletniego;
- zawiadomienie sądu rodzinnego o niewłaściwym zachowaniu nieletniego;
- cofnięcie zezwolenia albo nieudzielanie zezwolenia na rozmowy telefoniczne na koszt zakładu poprawczego na okres do 1 miesiąca, z wyjątkiem rozmów z rodzicami albo opiekunem nieletniego;
- obniżenie kieszonkowego na okres do 3 miesięcy;
- cofnięcie zgody na skorzystanie z Internetu na okres do 3 miesięcy;
- cofnięcie zgody albo nieudzielanie zgody na udział w zajęciach kulturalnych, oświatowych lub sportowych organizowanych przez podmioty zewnętrzne poza zakładem poprawczym na okres do 3 miesięcy[3].